# Kingdom Hearts Birth by Sleep
Kingdom Hearts Birth by Sleep (キングダム ハーツ バース バイ スリープ, Kingudamu Hātsu Bāsu bai Surīpu) é um jogo eletrônico RPG de ação desenvolvido e publicado pela Square Enix. É o sexto título da série Kingdom Hearts e foi lançado exclusivamente para o PlayStation Portable em 9 de janeiro de 2010 no Japão, 7 de setembro na América do Norte e em 10 de setembro de na região PAL. Uma versão internacional chamada Kingdom Hearts Birth by Sleep Final Mix foi lançada em janeiro de 2011 possuindo as alterações feitas nas edições não-japonesas.
O jogo utiliza um sistema de batalha reformulado em relação aos títulos anteriores da série, possuindo a adição de novos elementos. Ele serve como prequela de toda a história da franquia, passando-se dez anos antes do primeiro jogo Kingdom Hearts. O enredo centra-se em Terra, Aqua e Ventus, personagens que fizeram uma breve aparição em Kingdom Hearts II, em sua procura para encontrar o desaparecido Mestre Xehanort e proteger os mundos de terríveis criaturas.

## Jogabilidade
Birth by Sleep é um RPG de acção para um único jogador, a princípio, porém conta com um novo sistema de cooperação de dois personagens, chamado Dimension Link, ou apenas, D-Link, onde o personagem busca a ajuda dos clássicos NPC's após carregar uma barra de energia. Porém apenas três personagens, um para cada protagonista, poderão ser convocados através do D-Link: Mickey será de Aqua, Stitch, de Lilo e Stitch, será de Ventus e Cinderela será de Terra.
Ainda foi confirmado que cada personagem terá suas próprias magias e técnicas (diferente das edições anteriores, onde Sora utilizava magias do tipo Fire e Blizard, por exemplo), que serão equipadas como as cartas em Kingdom Hearts: Chain of Memories. Assim, não serão utilizados mais MP (magic points) e sim uma barra chamada Focus, que é carregada ao longo da batalha.
Outro novo aspecto na jogabilidade é o chamado Command System, que promete ser uma atualização no sistema de Drive, do jogo Kingdom Hearts 2. O sistema conta com uma interface onde o personagem tem que cumprir certos objetivos em batalha para mudar de modo na luta, tornando-se de um sistema de disparos de magia em primeira pessoa, até expansões da força do personagem.
Os mundos do jogo contarão ainda com um novo sistema chamado Command Board, que será liberado em cada mundo após a finalização dos objectivos do mesmo. O Command Board de cada mundo terá suas peculiaridades e será um sistema semelhante a um jogo de tabuleiro, onde os personagens jogam para ganhar itens e afins.
O jogo será dividido em três cenários, cada um deles tendo diferentes estilos de jogo baseados na personalidade e habilidades dos três personagens principais: Terra, Ventus e Aqua. O cenário de Aqua ainda não foi confirmado oficialmente. Os desenvolvedores planeiam adicionar modos multiplayer ao jogo, mas nada foi confirmado. Através de imagens e vídeos que foram liberados.

## Enredo
Birth by Sleep decorre dez anos antes do primeiro jogo da série, focando nos guerreiros com o poder de utilizar Keyblades (em tradução livre, chave-espada). Foi confirmado pelo diretor do jogo que a história realmente estará relacionada com os finais secretos dos jogos Kingdom Hearts II e Kingdom Hearts II Final Mix. A história gira em torno de três aprendizes da arte da Keyblade em busca de Xehanort, um mestre da Keyblade, e seu o aprendiz, após o desaparecimento dos dois. O jogo será ambientado em diversos mundos da Disney, tanto antigos como novos, e também vai mostrar as diferenças de tempo entre os jogos da série (um jovem Hercules no Olympus Coliseum, por exemplo).

## Personagens
O novo jogo irá apresentar vários personagens da Disney. Além das personagens originais do título, Terra, Ventus e Aqua, foram confirmadas a presença de personagens como o King Mickey, Donald Duck, Goofy, Sora, Riku e Kairi (ainda crianças), mestre Xehanort e o seu aprendiz, Vanitas. Antes Ventus era conhecido apenas por Ven, seu apelido, pois o nome verdadeiro só foi revelado mais tarde. O novo jogo também apresentará um novo tipo de inimigos, diferente dos Heartless e dos Nobodies, conhecido como um Unversed (アンバース, Anbāsu?). Os Unverses por muito tempo foram chamado de Unbirths por erro de tradução, na semelhança de pronúncia.
Também aparecerão vários nobodies dos membros da Organization XIII antes de se tornarem membros dela, como: Braig (Xigbar), Even (Vexen), Lea (Axel), Isa (Saïx), Ienzo (Zexion), Aeleus (Lexaeus) e Dilan (Xaldin). O único personagem da série Final Fantasy a aparecer será Zack Fair, que provavelmente terá um papel importante nas histórias dos três personagens principais.

## Desenvolvimento
Kingdom Hearts: Birth by Sleep está a ser dirigido por Tetsuya Nomura e co-dirigido por Tai Yasue. Nomura, em 2007, revelou que gostaria de criar um novo jogo para a série Kingdom Hearts, mas desta vez utilizando a tecnologia de uma consola portátil, para tornar a jogabilidade um pouco diferente da que já conhecemos. No dia 20 de Setembro do ano de 2009, durante o Tokyo Game Show, foi anunciado pelo director o lançamento de três novos jogos da série: Birth by Sleep, 358/2 Days e Coded.
Com a história pronta, o desenvolvimento de Birth by Sleep começou antes do lançamento de Kingdom Hearts II Final Mix, porém foi interrompido devido ao desenvolvimento de Re: Chain of Memories. Dos três jogos que foram anunciados, este foi o primeiro a iniciar seu desenvolvimento, porém será o último a ser lançado. O título está a ser desenvolvido pela mesma equipa de Kingdom Hearts Re: Chain of Memories e utilizará o mesmo sistema gráfico do jogo Crisis Core: Final Fantasy VII.

## Organization XIII
Os personagens a seguir fazem parte da Organization XIII, mas antes de virarem nobodies, ou seja, como foram apresentados no Kingdom Hearts Chain of Memories, Kingdom Hearts 2 e Kingdom Hearts 358/2 Days  :
- Lea - Axel (jovem)
- Isa - Saix (jovem)
- Braig - Xigbar
- Even - Vexen
- Dilan - Xaldin
- Aeleus - Lexaeus
- Ienzo - Zexion (jovem)

PS: Todos os nomes destes nobodies são um anagrama de seu nome original com a incorporação da letra "X".
- Por Exemplo:

1. LEA - Normal; AXEL - Nobody
2. SORA - Normal; ROXAS - Nobody

## Curiosidades
- Originalmente a Kingdom Key que Mickey usa, a Kingdom Key D, seria uma das Keyblades exclusivas de Ven e teria o nome de "Light Seeker", porém ela foi retirada do jogo. Entretanto é possível acessar a Light Seeker através de cheats.